# Ruth D. Lechuga
Ruth Deutsch Reiss, también conocida como Ruth D. Lechuga (Viena, 6 de febrero de 1920-Ciudad de México, 19 de octubre de 2004), fue una doctora, fotógrafa, coleccionista e investigadora mexicana de origen austriaco.
En 2021 el Acervo Fotográfico Ruth D. Lechuga fue incluido en el registro nacional Memoria del Mundo de la UNESCO.

## Biografía
Su familia de origen austriaco judío, llegó a México en 1939, exiliados por la persecución nazi. A su llegada, ingresó a la Cruz Roja e hizo una carrera de enfermería por la mañana mientras por la noche asistía una escuela secundaria nocturna para trabajadores en la colonia Santa María. Posteriormente estudió medicina en la Universidad Autónoma de México.
Al llegar, su padre mostró interés en la arqueología, juntos recorrían el país visitando sitios arqueológicos, poblaciones indígenas y artesanías.

Según una entrevista que le realizaron: 
Empecé comprando artesanías,  porque me gustaban,  de acuerdo con lo que podía adquirir,  objetos chiquitos de cerámica.  En el apartamento en que vivíamos mis papás, mis hermanos y yo sólo había un estante.  Además,  no tenía un gusto definido,  apenas estaba descubriendo esta cultura.  Cuando compraba textiles era,  principalmente para usarlos.  
Se nacionalizó mexicana en 1954, y en 1956 su familia se mudó al Edificio Condesa.  En el apartamento utilizó una pared de la sala,  más su cuarto. Cuando su hermano  se casó,  ella dispuso por completo de la casa.  Posteriormente se empezó a interesar más en las fiestas populares y comenzó a adquirir máscaras.  En el transcurso de más de sesenta años reunió una colección de alrededor de 13 000 piezas de arte popular mexicano que antes de su muerte donó al Museo Franz Mayer.
En 2003 la Dra. Lechuga recibió homenaje en la Embajada de Austria en México, donde fue condecorada por el gobierno austriaco.

## Museo Casa Ruth Lechuga

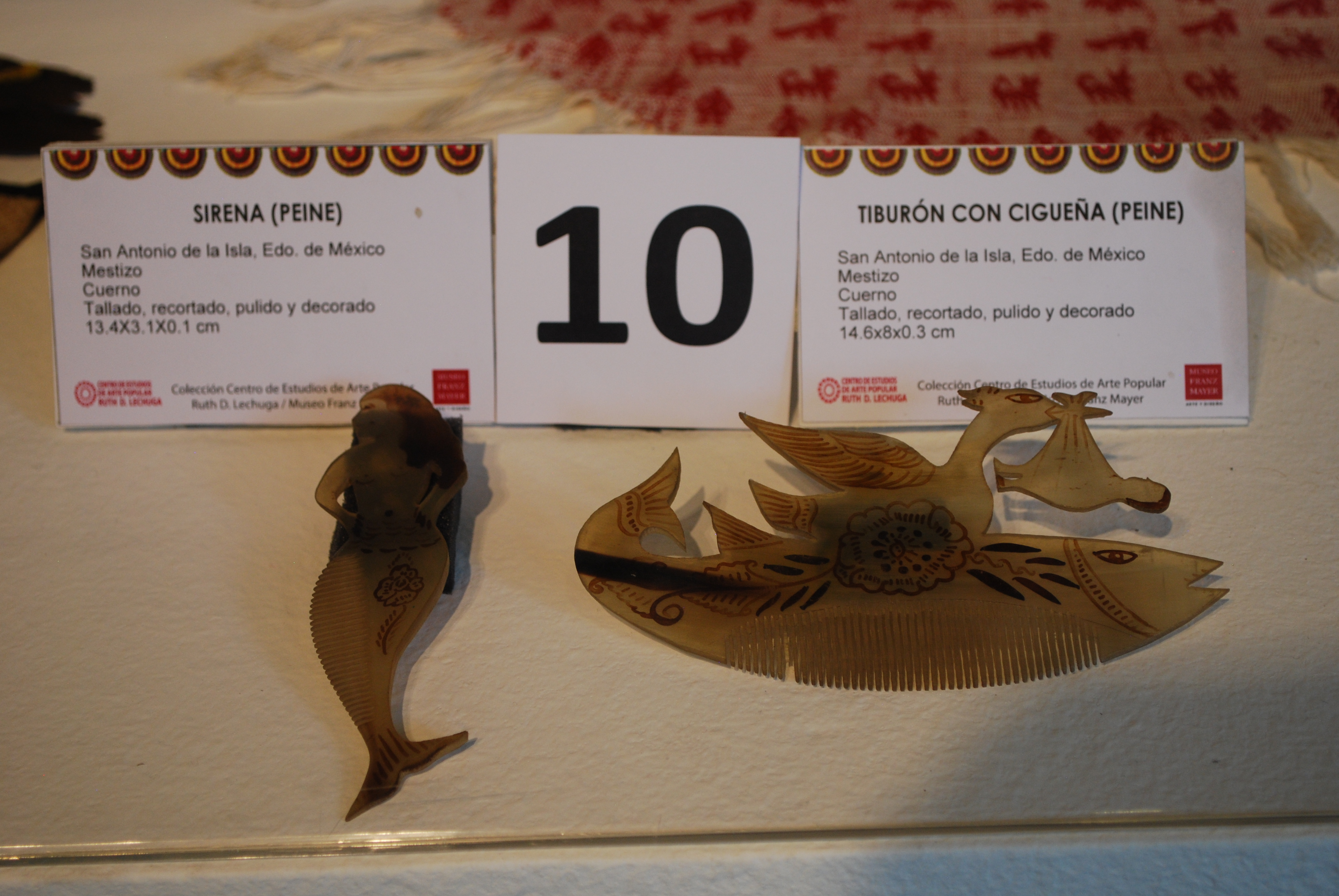
Pieza de la colección Ruth Lechuga

El 18 de mayo de 1995 se constituyó el Patronato del Museo Ruth D. Lechuga de Arte Popular, A.C.,  cuya presidente vitalicia fue la propia doctora Lechuga.  En él participaron Luis Felipe del Valle,  Enrique y Bárbara Franco,  Jorge Miranda,  Marta Turok,  Margarita de Orellana,  Judith y Sandra Deutsch, su objetivo fue que el museo fuera un centro de conservación, difusión y estudio de las  artes tradicionales.  
Con el apoyo del Fideicomiso para la Cultura México-Estados Unidos de 1995-2000 se catalogaron las 23 colecciones divididas (en orden alfabético) en búhos, cera, cerámica, chicle, cuerno, cartonería, fibras vegetales, instrumentos musicales, joyería, juguete, lacas y bules, lapidaria, madera, máscaras, metales, miniaturas, muerte, nacimientos, pintura, pintura popular, talabartería, textiles y vidrio.  Se calculaba que el acervo estaba constituido por cerca de 13 000 piezas;  además se contaba con un archivo fotográfico de 20 000 negativos y transparencias tomados por la doctora Lechuga para documentar la vida de las comunidades. También contaba con una biblioteca y hemeroteca sin clasificar.
En el año 2002, se finalizó la obra arquitectónica de un tercer departamento de los Edificios Condesa adquirido para ampliar el espacio para la colección.  El nuevo espacio se acondicionó para exhibir las colecciones de miniaturas, arte Huichol, juguetes, arte ceremonial y otras sub colecciones de máscaras,  así como para acoger una pequeña sala de conferencias.  La ejecución del proyecto estuvo dirigido por la Doctora Lechuga con apoyo del Museo Franz Mayer, de alumnos de servicio social y vecinos del Edificio Condesa. Durante ese mismo año,  la revista Artes de México continuó con la labor de registro fotográfico de la amplia colección de textiles.
Ante el deterioro de su salud, el Patronato y la Doctora Lechuga se acercaron al Patronato del Museo Franz Mayer y a su director, Héctor Rivero-Borrel, cercano a la Dra. y el Museo-Casa, con el fin de plantear la posibilidad de donarles la colección de Arte Popular y los departamentos. La propuesta fue aceptada y al fallecer en el 2004 se fueron realizando los trámites bajo la coordinación de las coalbaceas Margarita de Orellana y Marta Turok. En su testamento la Dra. Lechuga había determinado que Artes de México recibiría el Acervo Fotográfico para darle una difusión. 
En el 2007 el Design Museum de Helsinki en Finlandia solicitó la curaduría de una exposición que reflejara las colecciones y fotografías de Franz Mayer y de Ruth D. Lechuga. En mayo de 2010 se montó la exposición "Mil y un rostros de México: máscaras de la colección Ruth D. Lechuga", la cual viajó al Instituto Cultural Mexicano de Washington D. C. el siguiente año. Para marzo-junio del 2014 se montará una exposición sobre El Cuarto Rosa, la recámara de la Dra. Ruth, un espacio para las expresiones de la muerte pintado en rosa mexicano. 
En los años 2008, 2012 y 2014 la Comisión de Cultura de la H. Cámara de Diputados dispuso de fondos para lograr la digitalización de las fichas de catálogo, la recatalogación de toda la colección, su fotografiado, reporte de estado de conservación y acciones de mantenimiento preventivo y correctivo bajo la coordinación de la antropóloga Marta Turok. También se dispuso la documentación mediante video de los 27 cuartos del museo-casa con su montaje original. Por diversas cuestiones de logística, entre el 2012 y el 2013 el Patronato del Museo Franz Mayer consideró necesario trasladar la colección completa a las propias instalaciones del Museo Franz Mayer, destinándole el área del antiguo almacén. La fundación norteamericana Los Amigos del Arte Popular también ha realizado dos donaciones en 2010 y 2013 con lo cual ha sido posible equipar el espacio con computadoras, impresora y cámara. Ha sido invaluable la participación de jóvenes que realizan su Servicio Social, así como Voluntarios.  
El Centro de Estudios Ruth D. Lechuga del Museo Franz Mayer conserva y busca promover la investigación y la difusión de la colección. 

## Obra

### Algunas publicaciones
- 20017. Rebozos de la colección Robert Everts/ Shawl collection of Robert Everts. Con Teresa Castello. Ed. 	Artes De México Y Del Mundo, 60 p. ISBN 9706832300, ISBN 9789706832306

- 1995. Mask arts of Mexico. Con Chloë Sayer, David Lavender. Fotos de David Lavender. Ed. ilustrada de Chronicle Books, 96 p. ISBN 0811808114, ISBN 9780811808118

- 1991. Máscaras tradicionales de México. Con Enrique Franco Torrijos. Ed. Banco Nacional de Obras y Servicios Públicos, 174 p.

- 1982. El Traje Indígena de México: Su Evolución, Desde la época Prehispánica Hasta la Actualidad. Colección Panorama. Ed. ilustrada, reimpreso de Panorama Editorial, 260 p. ISBN 9683800041, ISBN 9789683800046